# Camponotus maguassa
Camponotus maguassa är en myrart som beskrevs av Wheeler 1922. Camponotus maguassa ingår i släktet hästmyror, och familjen myror. Inga underarter finns listade.